# Гавлик, Марек
Марек Гавлик (чеш. Marek Havlík; родился 8 июля 1995 года в городе Лубна, Чехия) — чешский футболист, полузащитник клуба «Словацко».

## Клубная карьера
Гавлик — воспитанник клуба «Ганацка Славия Кромержиж». В 2013 году Марек перешёл в «Словацко». 26 мая в матче против «Баника» из Остравы он дебютировал в Первой лиге. 4 октября 2014 года в поединке против «Баника» Гавлик забил свой первый гол за «Словацко».

## Международная карьера
В 2017 году в составе молодёжной сборной Чехии Гавлик принял участие в молодёжном чемпионата Европы в Польше. На турнире он сыграл в матчах против команд Италии и Дании. В поединке против итальянцев Марек забил гол.

## Статистика выступлений за сборную
| Матчи за сборную Чехии | Матчи за сборную Чехии | Матчи за сборную Чехии | Матчи за сборную Чехии | Матчи за сборную Чехии | Матчи за сборную Чехии | Матчи за сборную Чехии |
| ---------------------- | ---------------------- | ---------------------- | ---------------------- | ---------------------- | ---------------------- | ---------------------- |
| №                      | Дата                   | Оппонент               | Счёт                   | Голы                   | Соревнование           |                        |
| 1                      | 7 сентября 2020        | Шотландия              | 1:2                    | -                      | Лига наций 2020/21     |                        |